# Kościół Wniebowzięcia Najświętszej Maryi Panny w Różance
Kościół Wniebowzięcia Najświętszej Maryi Panny w Różance – zabytkowy kościół we wsi Różanka (województwo dolnośląskie).
Kościół parafialny z XVII w.
Przy kościele:
- zabytkowa plebania, nr 15, z drugiej połowy XVIII w., przebudowana pod koniec XIX w., nr rej.: A/790 z 9.06.2006 
  - budynek gospodarczy plebanii z końca XVIII w., przebudowany pod koniec XIX w.
- kamienno-metalowe:
  - figura Ukrzyżowanie, przy wschodnim wejściu z 1872 r., nr rej.: B/1832/1 z 5.09.2007
  - rzeźba Immaculata, w ogrodzie przy plebanii, z drugiej połowy XVIII w., nr rej.: B/1832/2 z 5.09.2007.
- kamienne figury w ogrodzie przy plebanii:
  - Ecce homo, z 1722 r., nr rej.: B/1717/688/1-3 z 21.12.1987
  - św. Florian, z połowy XVIII w.
  - Immaculata, z trzeciej ćwierci XVIII w.

We wsi:
- betonowa kolumna maryjna, przy drodze do Niemojowa z 1922 r., nr rej. B/1869 nr 25.10.2007
- kamienna figura św. Jana Nepomucena, z pierwszej połowy XVIII w., nr rej.: B/2850 z 3.10.2023[1].